# Massacre de Tóxcatl

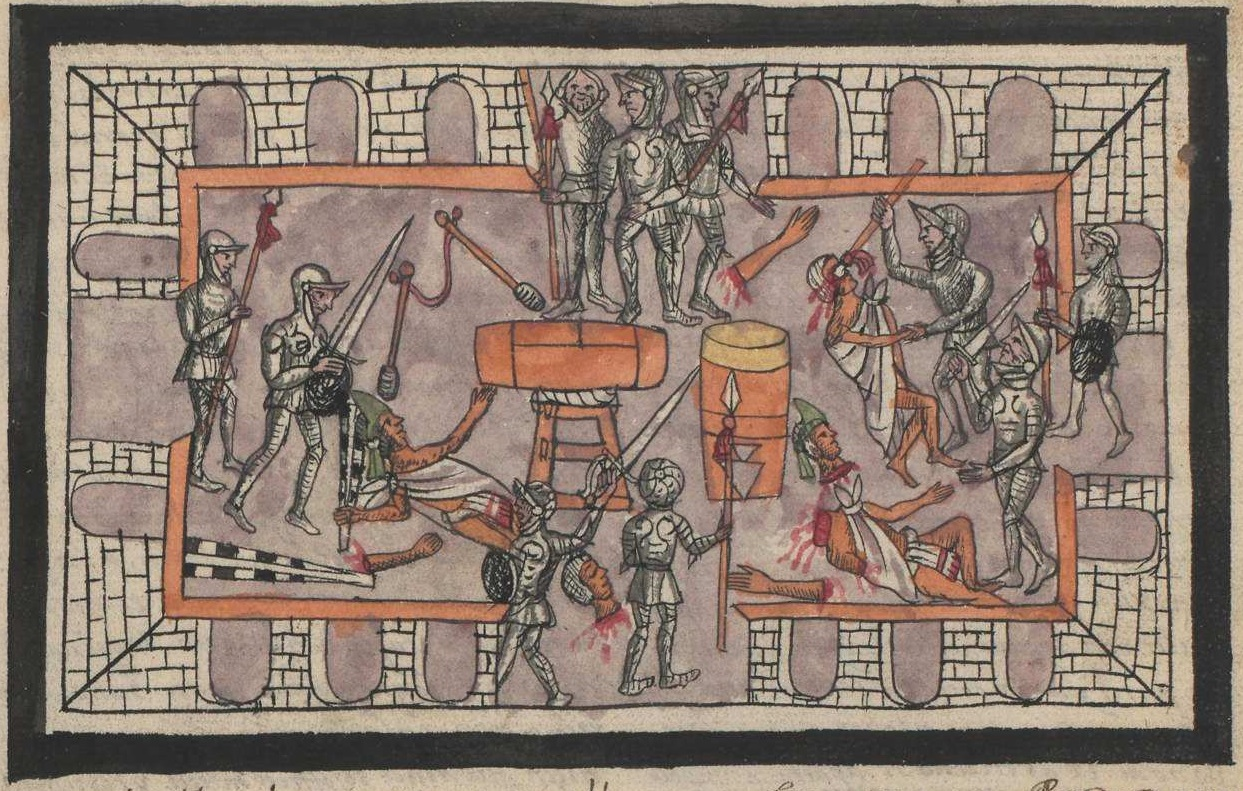
Matança del Temple Major. Pintura trobada al Còdex Durán.

La Matança de Tóxcatl, també coneguda com a Matança del Temple Major, va ser un episodi de la Conquesta de Mèxic en el qual els espanyols van massacrar els mexiques (també anomenats asteques) quan aquests es trobaven fent una cerimònia als déus Tezcatlipōca i Huitzilopochtli. El responsable de la massacre va ser Pedro de Alvarado —sobrenomenat Tonatiuh, El Sol pels mexiques. Creia que es tractava d'un parany per part dels mexiques, donat que Hernán Cortés es trobava en les costes del Golf de Mèxic per combatre Pánfilo de Narváez, que venia de Cuba amb la missió de capturar-lo.

## Context

### L'arribada a Tenochtitlán

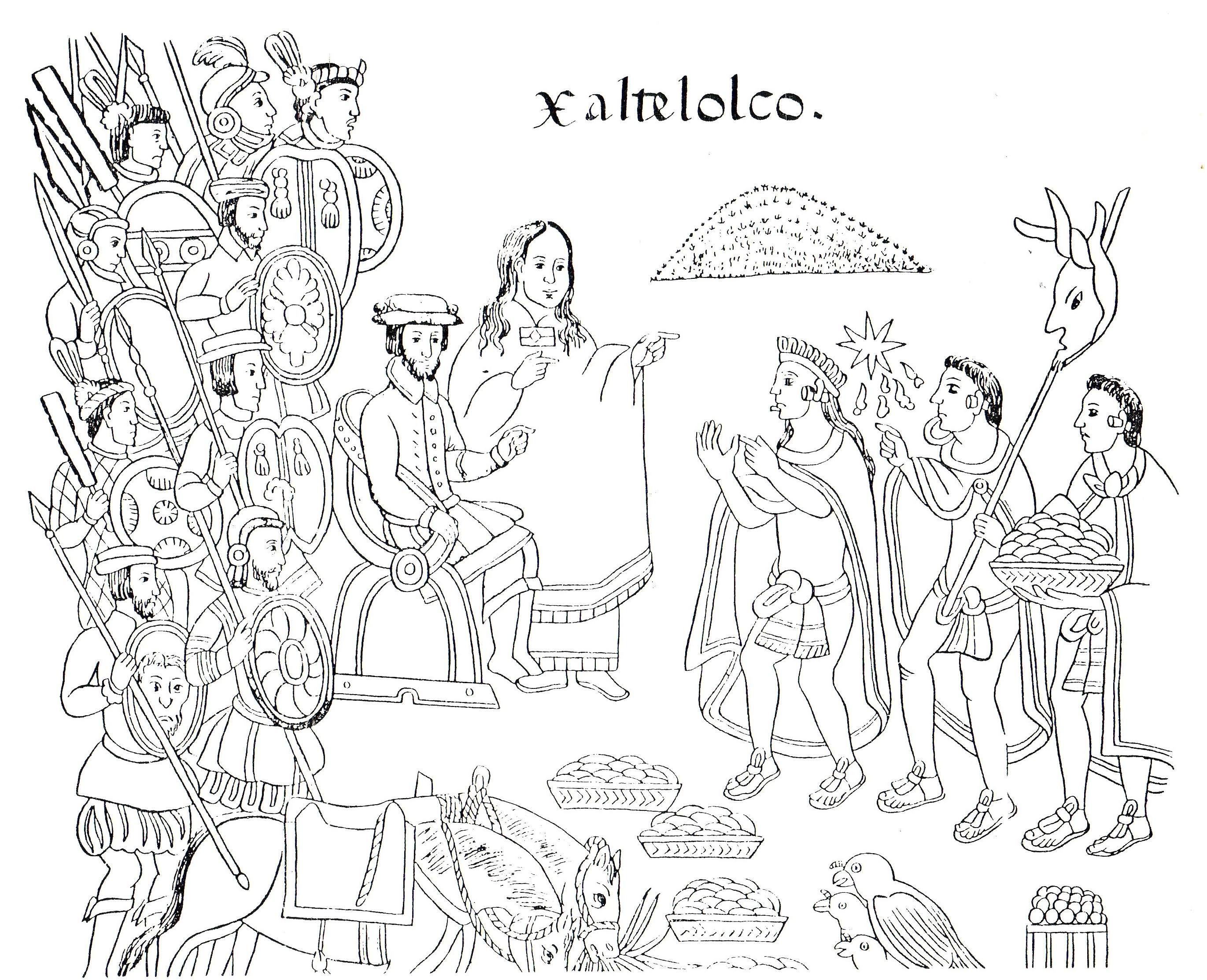
Làmina del Llenç de Tlaxcala. Malintzin va fer d'intèrpret a Hernán Cortés enfront dels indígenes, ja que parlava maia i nàhuatl.

Hernán Cortés va sortir el febrer de 1519 de Cuba a Yucatán, comandant una expedició d'onze vaixells i poc menys de sis-cents homes.
En arribar a l'illa avui dia anomenada Cozumel, Cortés es va assabentar de l'existència de dos espanyols que havien naufragat temps enrere i havien viscut diversos anys entre els maies: Jerónimo de Aguilar i Gonzalo Guerrero. No obstant això, només el primer va voler unir-se a l'empresa espanyola, ja que Gonzalo Guerrero era llavors cacic d'un poblat maia, amb esposa i fills, i li va dir el següent:
| «                  | Germà Aguilar, jo estic casat i tinc tres fills. Tinguin-me per cacic i capità, quan hi ha guerres, la cara tinc llaurada, i les orelles foradades ¿què diran de mi aquests espanyols, si em veuen venir d'aquesta manera? Aneu vós amb Déu, que ja veieu que aquests fillets meus són bonics, i doneu-me per vida vostra d'aquests comptes verds que dueu, per donar-los, i diré, que els meus germans me les envien de la meva terra. | » |
| — Gonzalo Guerrero | |   |

Jerónimo de Aguilar parlava maia i va fer d'intèrpret als nouvinguts. L'expedició de Cortés es va dirigir al golf de Mèxic, i a la desembocadura del riu Grijalva els espanyols van lliurar una batalla contra els nadius del lloc, que van guanyar gràcies a la superioritat que els donaven el seu armament i els cavalls, animals desconeguts a Amèrica. Entre els regals que els indígenes van donar als vencedors hi havia vint dones. Una d'elles, Malintzin (anomenada Malinche pels espanyols), parlava dues llengües indígenes, el maia i el nàhuatl, per la qual cosa va servir d'intèrpret a Cortés juntament amb Jerónimo de Aguilar.
L'expedició va continuar el seu camí cap a un lloc que Juan de Grijalva havia anomenat un any abans San Juan de Ulúa. Allà hi van arribar missatgers de Moctezuma Xocoyotzin, l'emperador més poderós de Mesoamèrica, amb regals per a Cortés i els seus homes. Moctezuma havia estat informat de l'arribada d'éssers extraordinaris que venien de l'altre costat del mar acompanyant al déu Quetzalcóatl, qui, segons la llegenda, tornaria un dia per l'orient. No obstant això, Moctezuma va saber després que els espanyols no eren deïtats i els va demanar que tornessin per on havien vingut.
Per la seva banda, els conqueridors es van adonar que Moctezuma dirigia un ric i poderós imperi, la qual cosa va despertar en ells un enorme desig d'arribar fins a la seva ciutat cabdal: Tenochtitlán. Cortés no va fer cas a la sol·licitud de Moctezuma d'abandonar les terres mexicanes, i no sabia les ordres de tornar a Cuba de Diego Velázquez de Cuéllar; així que va decidir marxar cap a l'interior del territori.

### Submissió i fundació de territoris
Per donar legalitat a la seva empresa, Cortés va fundar el primer ajuntament de terra ferma a un costat de San Juan de Ulúa, al que va anomenar Villa Rica de la Veracruz; els seus homes van triar un cabildo, que era una institució de govern de les ciutats espanyoles format per alcaldes i regidors, i el van nomenar capità general. Amb aquesta acció, Cortés quedava subjecte jurídicament a la autoritat del rei d'Espanya, que en aquest moment era Carles I, i deixava la del governador de Cuba.
Cortés era un gran estrateg militar, i no va tardar a saber que hi havia pobles mesoamericans que lluitaven per mantenir-se independents del domini asteca i que podrien donar-li el seu suport; per aquesta raó va decidir desmantellar les seves naus enfront de les costes de Veracruz. Prop d'allà, el cacic totonaca de Zempoala va informar els espanyols que en la seva marxa cap a Tenochtitlan era convenient que passessin pel senyoria de Tlaxcala, el qual es mantenia independent.

## Relat dels fets
La data varia entre el 20 de maig i el 22 de maig de 1520, últim dia del mes Toxcatl, a més d'existir dues versions dels fets ocorreguts.Una és proporcionada pels cronistes de les Índies, escriptors de formacions diverses que van participar d'una o una altra forma en la conquesta de les possessions que serien espanyoles durant tres segles. L'altra va quedar oblidada durant molt temps en textos indígenes com el Còdex Ramírez, el Còdex Aubin i la XIII Relació de Fernando de Alva Ixtlilxóchitl. Aquests textos indígenes han estat compilats per Miguel León-Portilla en la seva obra Visió dels vençuts.
Des de la perspectiva dels espanyols, Bernal Díaz del Castell justifica l'agressió contra la noblesa asteca en el Temple Major, ja que segons s'hi havia ell assabentat, els asteques s'havien proposat assassinar Pedro de Alvarado, que com s'ha dit, havia quedat a càrrec de les tropes espanyoles a Tenochtitlán. L'assassinat seria efectuat en el context de la celebració de Tóxcatl. A això caldria afegir-hi el disgust dels espanyols per la celebració d'un ritu considerat pagà per ells, que implicava la remoció de l'efígie de la Mare de Déu i la Creu que els espanyols havien col·locat en el Temple de Huitzilopochtli, amb el propòsit de la celebració indígena.
No obstant això, les fonts indígenes assenyalen que els asteques havien sol·licitat permís a Alvarado —que, a propòsit, havia participat en la Matança de Cholula, i després en els processos pacificadors de la Mixteca i Tehuantepec, morint finalment en la Guerra del Mixtón— per a la realització d'una de les seves cerimònies religioses més importants, en la qual s'efectuava un ritu semblant a la comunió catòlica. Pedro de Alvarado va autoritzar la celebració d'aquest acte religiós, però quan els senyors asteques es trobaven ballant i desarmats, els espanyols van tancar les sortides del Temple Major i van obrir foc contra els pipiltin de Tenochtitlán. Els informants indígenes de Bernardino de Sahagún van descriure així l'episodi:
| « | Al moment tots [els espanyols] apunyalen la gent amb ganivets i llances, i els fan talls, amb les espases els fereixen. A alguns els van escometre per darrere; immediatament van caure disperses per terra les seves entranyes. A altres els van treure el cap: els van llescar el cap, completament feta miques va quedar el seu cap. | » |

| « | Però a altres els van fer talls en les espatlles: esquerdats i esquinçats van quedar els seus cossos. A aquells fereixen a les cuixes, a aquests als panxells, als de més allà en ple abdomen. Totes les entranyes van caure per terra. I alguns encara corrien en va: anaven arrossegant els intestins i semblaven enredar-se els peus en ells. Desitjant posar-se fora de perill, no trobaven on dirigir-se. | » |

Els asteques van intentar defensar-se de l'inesperat atac dels espanyols, però com estaven desarmats no van poder fer-ho. El resultat de l'enfrontament va ser un nombre desconegut de morts. Una vegada perpetrada la massacre, els espanyols es van refugiar a les cases on havien estat allotjats pels asteques, i van empresonar Moctezuma Xocoyotzin. Més endavant, els asteques van assetjar als invasors. Quan Cortés va tornar del Golf de Mèxic, va trobar els ànims caldejats a Tenochtitlán a causa dels fets ocorreguts, i va preparar l'evacuació de Tenochtitlán, que es va efectuar el 30 de juny de 1520.
Vint-i-dos anys després, el dominic Fra Bartolomé de las Casas, en la relació que va fer a l'emperador Carles —i que després es va divulgar per tot Europa— de les atrocitats comeses pels conqueridors, va reflectir el que coneixia del fet per testimoniatges aliens. Encara que amb alguna imprecisió (Las Casas suposa que va haver-hi moltes festes en llocs diferents, i que en moltes d'elles es van organitzar matances), la descripció no difereix en l'essencial de la indígena, i la seva predicció del record perpetu va ser encertada:
| « | […] i comencen amb les espases nues a obrir aquells cossos nus i delicats, i a vessar aquella generosa sang, que un no van deixar amb vida […] Aquesta va ser una cosa que va deixar a tots els regnes i gents esglaiats i angoixats i en dol, i va inflar d'amargura i dolor; i d'aquí a que s'acabi el món o ells s'acabin del tot, no deixaran de lamentar i cantar […] aquella calamitat i pèrdua de la successió de tota la seva noblesa [...] | » |